# 에스텔 마리 조제 나이
에스텔 마리 조제 나이(프랑스어: Estelle Marie Josée Nahi, 1989년 5월 29일~)는 코트디부아르의 축구 선수이다.